# جاكوب روزنبرغ
جاكوب روزنبرغ (بالألمانية: Jakob Rosenberg)‏ هو مؤرخ الفن أمريكي وألماني، ولد في 5 سبتمبر 1893 في برلين في ألمانيا، وتوفي في 7 أبريل 1980 في كامبريدج في الولايات المتحدة.